# Битка код Солуна (1004)
Битка код Солуна вођена је 1004. године између Византијског и Првог бугарског царства. Завршена је бугарским освајањем града.

## Битка
Самуило је током свога ратовања са Василијем више пута нападао на Солун, други град по величини у Византијског царству. Осам година раније поразио је Византинце у Солуну и освојио град, али га је цар Василије повратио након победе код Скопља. У бици код Солуна 1004. победу су однели Бугари. Код Солуна ће се десет година касније одиграти још једна битка у којој ће победу однети Византинци. Неколико месеци касније Самуило ће доживети свој највећи пораз у бици код Беласице.